# Zhang Shuai
Dans ce nom chinois, le nom de famille, Zhang, précède le nom personnel.
Pour les articles homonymes, voir Zhang.
Ne pas confondre avec Zhang Kai-Lin, également joueuse de tennis.
Zhang Shuai (chinois simplifié : 张帅 ; chinois traditionnel : 張帥), née le 21 janvier 1989 à Tianjin, est une joueuse de tennis chinoise, professionnelle depuis 2004.
Elle compte à ce jour trois titres en simple sur le circuit WTA, dont l'Open de Canton (qu'elle remporte en sortant des qualifications), et quinze titres en double dames (dont l'US Open 2021).
Aux côtés de Li Na, Zheng Jie, Peng Shuai, Wang Qiang et Zheng Qinwen, Zhang est l'une des six joueuses de tennis chinoises à avoir atteint les quarts de finale d'un tournoi en simple du Grand Chelem ; elle est aussi l'un des quatre, avec Zheng Jie, Peng Shuai et Yan Zi, à avoir gagné deux tournois majeurs en double.

## Biographie

### 2009 - 2012: début de carrière et premiers titres en double
En 2009, elle joue au tournoi de Pékin. Elle bat Iveta Benešová pour son entrée en lice. Puis elle vainc à bout (et à la surprise générale) d'une des plus grandes joueuses du monde. Alors classée no 226 mondiale, Zhang bat Dinara Safina qui était numéro 1 mondiale lors du tournoi de Pékin sur le score de 7-5, 7-6. Cette nouvelle contre-performance coûtera à Dinara Safina sa place de numéro un mondiale. Zhang perdra au troisième tour face à Marion Bartoli.
Elle obtient par ailleurs maints titres en double. Elle obtient son premier titre au tournoi du Japon en 2011 associée à Kimiko Date-Krumm. Puis en 2012, elle obtient son second titre avec Chuang Chia-jung à Estoril et lors du tournoi de Canton associée à Tamarine Tanasugarn, elle obtient son troisième titre la même année.

### 2013 - 2015: premiers titres en simple
Zhang Shuai remporte ses deux premiers tournois en 2013, avec successivement le International Women's Open de Guangzhou et le Nanjing Ladies Open de Nankin, ce dernier titre étant dans la catégorie WTA 125.
Lors du tournoi de Guanzhou, elle bat Olga Puchkova, puis la Taïwanaise Hsieh Su-wei, puis vainc la Britannique Johanna Konta, puis Yvonne Meusburger. Elle s'adjuge le titre face à Vania King. Lors de l'open de Nankin, elle bat Nicha Lertpitaksinchai, puis Julia Glushko, par la suite, elle vainc Zheng Saisai pour s'offrir la victoire face à Yanina Wickmayer en demi-finale. Elle obtient son second titre face à Ayumi Morita en finale. Elle parvient aussi en finale à Ningbo battue par Bojana Jovanovski.
L'année suivante, elle obtient d'assez bons résultats. Au Mexique en 2014, elle arrive en demi-finale. Pour cela, elle élimine des joueuses de premier plan. Madison Keys, Aleksandra Wozniak, Ajla Tomljanović. Ce sera la future lauréate Dominika Cibulková qui mettra fin à son parcours.
La même année en Malaisie, tête de série no 2, elle élimine Zheng Saisai, puis la hong-kongaise Zhang Ling, elle arrive à bout ensuite de Magda Linette. Elle échoue en demie face à la lauréate Donna Vekić. À Rome elle balaie au premier tour Lauren Davis, puis Petra Kvitová (no 6 mondiale), par la suite elle vainc Christina McHale. Elle va échouer face à Serena Williams au tour suivant.
L'année 2015 est une catastrophe. Zhang n'arrivant toujours pas à passer les phases de qualifications d'un tournoi majeur. Pire, elle n'obtient que trois victoires au premier tour lors de tournois cette année-là. Souvent éliminée au premier tour, voire en phases de qualifications.

### 2016 - 2017: révélation à l'Open d'Australie et deux titres en simple

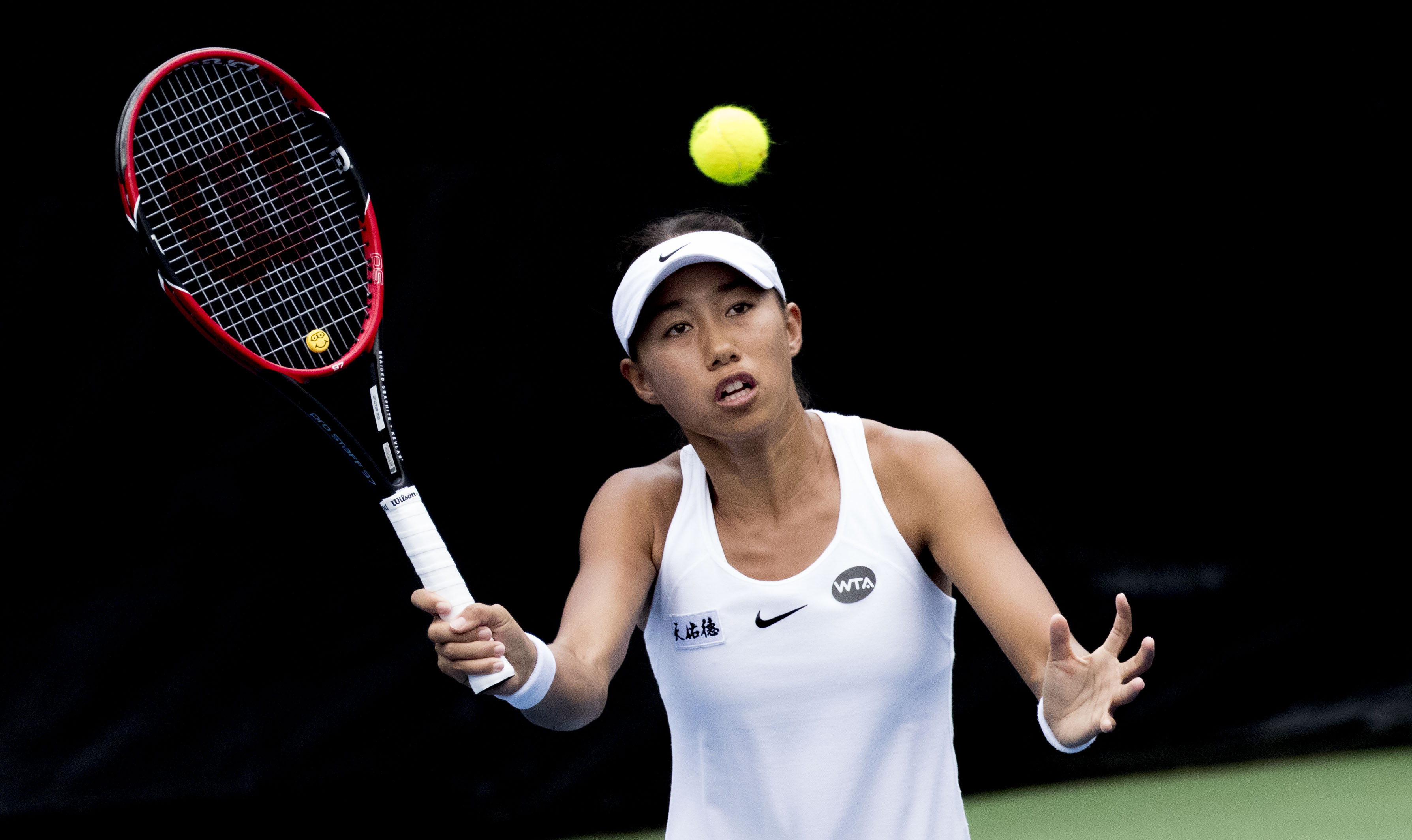
Zhang Shuai en 2016

Après n'avoir jamais passé un seul tour dans un tournoi du Grand Chelem en quatorze participations, elle réalise la sensation lors de l'Open d'Australie 2016. En effet, alors qu'elle est classée 133e mondiale et issue des qualifications, elle remporte son premier match en Grand Chelem en battant Simona Halep (6-4, 6-3), no 2 mondiale. Puis elle poursuit son parcours en dominant Alizé Cornet (6-3, 6-3) et Varvara Lepchenko (6-1, 6-3). Elle bat ensuite Madison Keys (3-6, 6-3, 6-3), tête de série no 15, pour atteindre les quarts de finale. C'est la première fois qu'une joueuse issue des qualifications atteint ce stade à Melbourne depuis Angélica Gavaldón en 1990. Sa performance est d'autant plus importante qu'elle comptait arrêter sa carrière après ce tournoi, faute de bons résultats dans les grands rendez-vous. Son parcours s'arrête finalement à ce stade face à Johanna Konta (6-4, 6-1), elle aussi une surprise du tournoi.
En 2017, alors tête de série no 20, elle échoue à l'Open d'Australie face à Alison Riske au second tour. Ce mauvais résultat la fait dégringoler de dix places. Elle enchaine enfin avec de bons résultats comme au tournoi de Doha où elle bat Tímea Babos, puis Garbiñe Muguruza (tête de série no 5); elle échouera face à la future lauréate Karolína Plíšková. Aux Internationaux de France elle passe deux tours en éliminant Donna Vekić et Aliaksandra Sasnovich. Elle sera stoppée par Svetlana Kuznetsova. À Wimbledon, Viktorija Golubic l'élimine d'entrée. À New Haven, elle bat Petra Kvitová et Magda Linette avant de déclarer forfait face à Elise Mertens. Et lors de l'US Open, elle est 27e tête de série, elle vainc Sabine Lisicki puis Risa Ozaki; avant de se faire battre par la première tête de série Karolína Plíšková.
Elle remporte une nouvelle fois le Guangzhou Open en septembre pour son deuxième titre en simple, battant en finale la Serbe Aleksandra Krunić. Pour cela elle balaie You Xiaodi ne lui laissant qu'un seul jeu, İpek Soylu infligeant un double 6-0, Kateryna Kozlova en lui infligeant un double 6-1, puis elle passe Evgeniya Rodina sur le score de 7-6, 6-3. Enfin elle obtient un nouveau titre sur le score de 6-2, 3-6, 6-2 face à Aleksandra Krunić.
Elle poursuit son année en novembre où elle obtient son deuxième titre en simple en catégorie WTA 125. À Honolulu. Via le score de 6-1, 6-0 elle bat au premier tour Taysia Rogers, puis Eri Hozumi 4-6, 6-4, 6-3, au tour suivant elle vient à bout de Vitalia Diatchenko sur abandon 6-2, 4-1, puis donne via un double 6-2 une leçon à Rebecca Peterson. En finale, elle vainc la surprise du tournoi, la sud-coréenne Jang Su-jeong via le score de 0-6, 6-2, 6-3.

### 2018 - 2019: titre en double à l'Open d'Australie
Elle passe un tour à l'Open d'Australie en 2018 en éliminant la tête de série no 13 Sloane Stephens. Elle est ensuite éliminée par Denisa Allertová. Il lui faudra attendre Budapest pour de nouveau avoir des victoires probantes. Seconde tête de série elle bat Arina Rodionova et Jana Čepelová avant d'échouer face à la future lauréate Alison Van Uytvanck. À Prague, elle arrive jusqu'en demi-finale éliminée par Petra Kvitová. À Madrid, elle arrive au second tour en ayant éliminée Naomi Osaka avant d'échouer face à Kristina Mladenovic. Aux Internationaux de France, tête de série 27, elle subira la loi de Irina-Camelia Begu au second tour. Elle se fera éliminée au premier tour à Wimbledon par Andrea Petkovic et à l'US Open par Garbiñe Muguruza. La tournée asiatique est plutôt bonne : demi-finales à Hiroshima (éliminée par Amanda Anisimova), troisième tour à Wuhan (défaire face à Anett Kontaveit), quarts de finale à Pékin (défaite face à Naomi Osaka) et demi-finales à Hong-Kong (défaite face à Dayana Yastremska). Dans ce même tournoi, elle remporte le double avec Sam Stosur.
L'année 2019 est bien mieux que l'année précédente pour Zhang. Elle passe deux tours à l'Open d'Australie. Elle élimine Dominika Cibulková tête de série 26 et Kristýna Plíšková. Elle sera éliminée par Elina Svitolina tête de série no 6. Elle remporte un premier Grand Chelem en double dames avec Samantha Stosur: l'Open d'Australie 2019 (battant la paire Tímea Babos et Kristina Mladenovic: 6-3, 6-4). Il lui faut par la suite attendre le tournoi de Anning pour enfin dépasser le second tour lors d'un tournois. Elle se hisse en finale en éliminant Elitsa Kostova, Xun Fangying, Ma Shuyue, Liang En-shuo. Elle sera battue par sa compatriote tête de série numéro deux, Zheng Saisai.
Lors des internationaux de France, elle fait équipe avec John Peers en double mixte. Tête de série no 5, la paire est éliminée en quarts par Gabriela Dabrowski et Mate Pavić (tête de série no 2). En double dames, elle joue avec Samantha Stosur ; également têtes de série no 5, elles sont éliminées en quarts aussi par la paire tête de série no 2 composée de Tímea Babos et Kristina Mladenovic. En simple, elle passe le premier tour avec un double 6-1 face à Varvara Lepchenko, puis elle perd le tour suivant face à Kaia Kanepi (6-7, 6-0, 7-5).
Elle crée la surprise à Wimbledon en atteignant à nouveau les quarts de finale. Elle élimine successivement Caroline Garcia, Yanina Wickmayer, Caroline Wozniacki et Dayana Yastremska. Elle est stoppée au tour suivant face à la future lauréate, Simona Halep. En double, Stosur et elle perdent face à Danielle Collins et Bethanie Mattek-Sands dès le deuxième tour. En double mixte, elle perd aussi au deuxième tour au côté de John Peers, face à Jeļena Ostapenko et Robert Lindstedt.
Lors de l'US Open, elle arrive au troisième tour. Tête de série no 33, elle écarte Viktorija Golubic et Ekaterina Alexandrova avant de s'incliner face à la tête de série no 16, Johanna Konta. Elle perd dès le premier tour à la fois en double dame, avec Stosur, et en double mixte, avec Peers.

### 2020:8ede finale à Roland-Garros en simple
Zhang commence l'année via le tournoi de Hobart en éliminant Kirsten Flipkens, puis Kateryna Kozlova, Lauren Davis, Veronika Kudermetova pour échouer en finale face à Elena Rybakina. Comme deux ans auparavant, elle bat Sloane Stephens à l'Open d'Australie, puis Catherine McNally, avant d'être éliminée par la future lauréate, Sofia Kenin.
À Paris, lors des Internationaux de France, elle élimine Madison Keys puis les Françaises Alizé Cornet et Clara Burel. Elle s'incline en huitièmes de finale face à Petra Kvitová. En double, elle est associée à Veronika Kudermetova ; elles perdent en huitièmes face à Sofia Kenin et Bethanie Mattek-Sands.
Elle tombe dès le premier tour lors de l'US Open face à Ysaline Bonaventure. En double, associée à Bethanie Mattek-Sands, elle perd aussi d'entrée face à Asia Muhammad et Taylor Townsend.

### 2021: titre à l'US Open en double
L'année 2021 commence très mal en simple, avec sept éliminations en premier tour. À l'Open d'Australie, elle perd en simple dès son entrée face à Ann Li sur un score sévère de 6-2, 6-0. En double dame, il en est de même face à Leylah Fernandez et Heather Watson. C'est à Strasbourg que Zhang passe enfin un tour en simple, face à Misaki Doi, avant d'échouer face à Sorana Cîrstea, future finaliste. Aux Internationaux de France, elle perd en simple sur un score de 6-3, 6-3 face à Varvara Lepchenko dès le premier tour. Elle est associée à Xu Yifan en double, elles perdent dès le second tour face à Karolína et Kristýna Plíšková.
C'est à Nottingham que le déclic arrive enfin : elle arrive en finale en éliminant Arina Rodionova, Zarina Diyas, Kristina Mladenovic et Lauren Davis. Elle est battue par Johanna Konta pour le titre. À Wimbledon, elle échoue d'entrée face à Karolína Muchová. Avec Kaia Kanepi, en double, elle échoue aussi au premier tour face à Harriet Dart et Heather Watson.
Lors de l'US Open, elle passe un tour face à Hailey Baptiste, puis échoue face à la révélation du tournoi, Emma Raducanu, future lauréate. Par contre, avec Samantha Stosur, elle obtient son deuxième titre majeur en double, battant en finale les Américaines Coco Gauff et Catherine McNally (6-3, 3-6, 6-3). Zhang Shuai est alors au huitième rang en double.
Avec Sania Mirza, en septembre, elle remporte son douzième titre en double dame lors de l'Open d'Ostrava. Têtes de série no 2, elles battent notamment la paire japonaise tête de série no 4, Eri Hozumi et Makoto Ninomiya, et s'imposent en finale face à Kaitlyn Christian et Erin Routliffe.
Elle se présente en fin 2021 au tournoi WTA 125 d'Angers, où elle atteint la finale en éliminant successivement Ylena In-Albon, Anna Blinkova, Kristina Mladenovic et Yuan Yue, avant de perdre face à Vitalia Diatchenko (6-0, 6-4).

### 2022:3etitre et  retour dans le top 30 en simple;2emondiale en double
Lors du tournoi de Melbourne 1, elle tombe face à Clara Burel 6-3 7-6. Puis à Sydney, elle échoue également au premier match face à Anett Kontaveit sur le score de 6-3, 6-3. Elle s'engage pour l'Open d'Australie en simple (classée 74e mondiale) et en double (classée 8e mondiale et 4e tête de série avec Sam Stosur), elle bat Viktorija Golubic (40e mondial) en deux sets soit 6-3, 6-4. Elle se hisse au troisième tour profitant de l'abandon de Elena Rybakina en ayant remporter le premier set sur le score de 6-4, 1-0. La tête de série 26 Elise Mertens met fin à son parcours sur un double 6-2.
En double elle fait équipe avec Sam Stosur et avec John Peers en double mixte. En double dame, elle passe un tour face à la paire Miyu Kato - Sabrina Santamaria. Elles échouent au second tour face à Magda Linette - Bernarda Pera. En double mixte Zhang et John passent le premier tour face à Andreja Klepač - Joran Vliegen. Par la suite, ils battent la paire Bernarda Pera - Wesley Koolhof, puis la paire japonaise Ena Shibahara - Ben McLachlan (têtes de série no 8). En demi-finale, ils font face à Kristina Mladenovic - Ivan Dodig (tête de série no 5), contre qui ils échouent. Elle atteint fin janvier son meilleur classement jusque lors en double (7e mondial).
Elle se présente en février à Saint-Pétersbourg, en simple et en double (associée à Van Uytvanck). Elle perd en simple face à Irina-Camelia Begu dès le premier tour, mais aussi face à Yulia Putintseva à Dubai et face à Aliaksandra Sasnovich après avoir passé les qualifications à Doha; toujours lors du premier tour. Elle se rend à Lyon en tant que 8e tête de série et bat Kristina Mladenovic sur un score de 7-6, 7-5. Au tour suivant elle vainc Arantxa Rus sur un double 6-4. Elle passe ensuite les huitièmes face à Vitalia Diatchenko su abandon après avoir remporté les trois premiers jeux. En demi-finale elle élimine Caroline Garcia sur le score de 6-2, 7-5. Elle remporte la finale sur le score de 3-6, 6-3, 6-4 face à l'Ukrainienne Dayana Yastremska.
Ses résultats sont assez mitigés Daria Gavrilova l'éliminant dès le premier tour à Indian Wells. Elle est plus convaincante à Miami où elle perd au troisième tour face à Coco Gauff (7-6, 7-5). Mais en ayant éliminé Clara Tauson (6-4, 4-6, 2-1 abandon) et la 27e mondiale: Sorana Cîrstea sur un double 6-1. Durant ces deux tournois en double elle fait équipe avec Sam Stosur à Indian Wells elles sont éliminées par Alizé Cornet associée à Leylah Fernandez; et à Miami, mais elles sont éliminées au premier tour par Ekaterina Alexandrova et Yang Zhaoxuan. Elle se rend à Charleston où elle bat Francesca Di Lorenzo au premier tour (6-2, 6-4). Claire Liu l'éliminant au second tour (7-5, 2-6, 6-4). À Stuttgart elle échoue encore une fois au premier tour face à Ekaterina Alexandrova. En avril, associée à Coco Gauff, elle arrive en finale lors du tournoi de Stuttgart, où le duo perde face à Desirae Krawczyk et Demi Schuurs (6-3, 6-4).
Simona Halep l'élimine d'entrée à Madrid (6-2, 6-3). À Rome, elle passe le premier tour en simple face à Martina Trevisan (6-4, 6-2) avant de perdre face à Aryna Sabalenka (6-2, 6-0). À Roland-Garros, Camila Giorgi l'élimine dès le premier tour en simple. En double dames, elle est associée à Catherine McNally, avec laquelle elle passe deux tours. En double mixte, elle perd dès le premier tour avec Nicolas Mahut face à Beatriz Haddad Maia et Bruno Soares.
À Nottingham, elle est éliminée par Tereza Martincová en 1/4 de finale en simple, et remporte le tournoi en double, avec Beatriz Haddad Maia. Zhang Shuai obtient alors son meilleur classement dans la discipline avec la 3e place mondiale. À Wimbledon, elle est tête de série no 32 en simple, et 1re en double dames, associée à Elise Mertens, en double mixte, associée à Nicolas Mahut, elle est éliminée au deuxième tour. En simple, elle écarte Misaki Doi (6-4, 6-0) puis Marta Kostyuk (7-6 6-2). Elle perd ensuite sur un double 7-6 face à Caroline Garcia. En double dames, elle perd la finale face à la paire tchèque Barbora Krejčíková et Kateřina Siniaková (2-6, 4-6).
Le 11 juillet 2022, Zhang Shuai devient 2e mondiale en double.
Elle se rend à Palerme, où elle passe le premier tour face à Rebeka Masarova. À Cincinnati elle se présente en simple et en double associée à Ena Shibahara. En simple elle réussit un parcours probant, elle élimine coup sur coup Naomi Osaka et Ekaterina Alexandrova en deux sets. Puis, elle sort la 2e mondiale, Anett Kontaveit en trois sets et se présente en quarts face à Aryna Sabalenka (6e tête de série).
Classée aux portes du top 30 lors de l'US Open (36), elle n'est cependant pas tête de série en simple. Elle y réalise cependant un bon parcours, elle y élimine facilement la 32e tête de série Jil Teichmann (6-4, 6-2) et A. K. Schmiedlová au tour suivant (7-5, 6-1). Elle se retrouve ensuite face à l'une des surprises de ce tournoi, la canadienne Rebecca Marino, classée 106e mondiale. Elle la bat sur le score de 6-2, 6-4, pour rejoindre Coco Gauff au tour suivant. Elle perd sur un double 7-5.
Elle se présente aussi en double dames, où elle est tête de série no 11 avec Marta Kostyuk, et en mixte, où elle est associée à Mate Pavić, formant la tête de série no 2. Dans les deux cas, elle s'incline en quarts de finale.
Elle est alors classée 28e mondiale en simple quand elle se présente à Tokyo, elle s'impose au premier tour face à la locale Mai Hontama, puis au deuxième tour face à la Française Caroline Garcia, 10e mondiale (4-6, 7-6, 7-6). Elle parvient en demi-finale en éliminant Petra Martić (7-5, 6-2). Liudmila Samsonova l'élimine ensuite sur le score de 7-6, 6-2.

### 2023: huitième en Australie, titre en double, puis sortie du top 100
À l'Open d'Australie, où elle est tête de série no 23 en simple, elle bat notamment Patricia Maria Țig et Petra Martić et perd en huitièmes de finale contre Karolína Plíšková. Elle se hisse à la 22e place mondiale, son meilleur classement en simple.
Elle perd son titre à Lyon, ne passant qu'un tour avant d'être sortie par Maryna Zanevska. Elle enchaine par la suite une série de défaites prématurées. Elle se rend à Abou Dabi où elle obtient un nouveau titre en double associée à Luisa Stefani. En simple, elle échoue d'entrée face à Anett Kontaveit dans ce même tournoi.
Elle se fait surprendre sur un score sévère (6-1 6-1) à Roland-Garros par Magdalena Fręch.
Depuis le tournoi de Lyon, où elle ne passe qu'un tour, elle enchaine une série de seize défaites sur autant de tournois. Ces contre-performances la font sortir du top 100 en septembre, une première depuis 2016.
L'un des abandons a lieu à Budapest. Après une contestation d'une balle jugée fausse, Zhang Shuai abandonne face à la locale Amarissa Kiara Toth. À la suite de son abandon, la lauréate de grands chelem en double se voit visée par des attaques racistes. Ces attaques engendrent une réaction de la WTA dans un communique qui déclare « Nous avons une tolérance zéro contre le racisme sous quelque forme ou contexte que ce soit »,.

### 2024: année compliquée en simple, plusieurs finales en double dont l'US Open
Elle enchaine les défaites précoces en simple et sort du top 700 en début d'année.
En double, elle atteint les demi-finales à Charleston et à Stuttgart. En double mixte à Roland-Garros, associée à Marcelo Arévalo, elle arrive en quarts de finale.
À Birmingham, elle s'associe à une autre lauréate de Grand Chelem en double, Miyu Kato. Le duo sino-japonais arrive jusqu'en finale, où elles sont battues par des spécialistes de la discipline, Hsieh Su-wei et Elise Mertens. En juillet, à Contrexéville, elle arrive en finale, associée à Wu Fang-hsien.
Associée à Palerme à l'ex numéro une mondiale, Chan Yung-jan, elle atteint les demi-finales. À l'US Open, elle joue avec Kristina Mladenovic. Elles créent la surprise en éliminant dès le premier tour les têtes de série no 2, Hsieh Su-wei et Elise Mertens, puis elles enchaînent les victoires pour atteindre la finale, en battant notamment deux autres paires têtes de série : Nicole Melichar-Martinez et Ellen Perez (no 5) en quarts, puis Taylor Townsend et Katerina Siniakova (no 3) en demi-finale. Elles s'inclinent pour le titre contre Jeļena Ostapenko et Lyudmyla Kichenok.
Le mois suivant, elle arrive en finale à Séoul en compagnie d'une autre spécialiste du double, la Japonaise Miyu Kato.
Après plus d'une vingtaine d'éliminations au premier tour, classée 595e mondiale, elle remporte son premier match de la saison en simple à Pékin en éliminant la 65e mondiale McCartney Kessler en deux sets (7-6, 7-6). Confrontée à la 8e mondiale, Emma Navarro; elle réalise l'exploit de l'éliminer en deux sets (6-4 6-2). Confrontée à Greet Minnen, elle remporte son match une nouvelle fois en deux sets (6-2 6-3). Elle obtient son ticket pour qles quarts de finale en sortant Magdalena Fręch (6-4 6-2). Paula Badosa l'élimine au tour suivant.

### 2025: titres sur le circuit secondaire
Invitée à l'Open d'Australie alors qu'elle est classée 204e mondiale, elle réussit l'exploit d'éliminer la no 47 mondiale, McCartney Kessler, en deux sets (6-3 6-4). Yulia Putintseva l'élimine au tour suivant. C'est en double qu'elle a plus de succès. Associée à Kristina Mladenovic, la paire arrive jusqu'en quarts de finale. Elle effectue le même parcours avec Rohan Bopanna en double mixte. Avec la même partenaire, elle essuie une contre performance à Doha où elle est éliminée au premier tour.
À Dubaï, elle ne parvient pas à se qualifier en simple mais atteint les demi-finales en double, toujours avec Kristina Mladenovic. Éliminant même la 7e paire tête de série, Sofia Kenin -Lyudmyla Kichenok (6-1 6-2) au premier tour.
À Indian Wells, elle est associée à Hsieh Su-wei ; elles arrivent jusqu'en demi-finale, en éliminant notamment la paire tête de série no 4 constituée de Jeļena Ostapenko et Ellen Perez. Associée à Elise Mertens, elle est éliminée en quarts de finale à Miami.
Elle remporte un titre ITF à Gifu, au Japon. Elle réalise de nouveau un parcours couronné de succès lors de la troisième volée du tournoi de Nottingham sur le circuit secondaire, où elle bat en finale la Française Harmony Tan (6-4 6-2). Cette victoire lui permet de remonter à la 112e place mondiale, son meilleur classement depuis deux ans.

## Palmarès

### Titres en simple dames
| No | Date       | Nom et lieu du tournoi                 | Catégorie | Dotation  | Surface    | Finaliste         | Score         |          |
| -- | ---------- | -------------------------------------- | --------- | --------- | ---------- | ----------------- | ------------- | -------- |
| 1  | 16-09-2013 | GRC Bank Int'l Women's Open, Guangzhou | Intern'l  | 500 000 $ | Dur (ext.) | Vania King        | 7-61, 6-1     | Parcours |
| 2  | 18-09-2017 | Guangzhou Open, Guangzhou              | Intern'l  | 250 000 $ | Dur (ext.) | Aleksandra Krunić | 6-2, 3-6, 6-2 | Parcours |
| 3  | 28-02-2022 | Open 6e sens, Lyon                     | WTA 250   | 239 477 $ | Dur (int.) | Dayana Yastremska | 3-6, 6-3, 6-4 | Parcours |

### Finales en simple dames
| No | Date       | Nom et lieu du tournoi             | Catégorie | Dotation  | Surface      | Vainqueure          | Score     |          |
| -- | ---------- | ---------------------------------- | --------- | --------- | ------------ | ------------------- | --------- | -------- |
| 1  | 13-01-2020 | Hobart International, Hobart       | Intern'l  | 251 750 $ | Dur (ext.)   | Elena Rybakina      | 7-67, 6-3 | Parcours |
| 2  | 06-06-2021 | Viking Open Nottingham, Nottingham | WTA 250   | 235 238 $ | Gazon (ext.) | Johanna Konta       | 6-2, 6-1  | Parcours |
| 3  | 13-06-2022 | Viking Classic, Birmingham         | WTA 250   | 251 750 $ | Gazon (ext.) | Beatriz Haddad Maia | 5-4, ab.  | Parcours |

### Titres en double dames
| No | Date       | Nom et lieu du tournoi                      | Catégorie | Dotation      | Surface      | Partenaire          | Finalistes                            | Score             |          |
| -- | ---------- | ------------------------------------------- | --------- | ------------- | ------------ | ------------------- | ------------------------------------- | ----------------- | -------- |
| 1  | 10-10-2011 | Japan Women's Open Osaka                    | Intern'l  | 220 000 $     | Dur (ext.)   | Kimiko Date-Krumm   | Vania King Yaroslava Shvedova         | 7-5, 3-6, [11-9]  | Parcours |
| 2  | 30-04-2012 | Estoril Open Estoril                        | Intern'l  | 220 000 $     | Terre (ext.) | Chuang Chia-jung    | Yaroslava Shvedova Galina Voskoboeva  | 4-6, 6-1, [11-9]  | Parcours |
| 3  | 17-09-2012 | Int'l Women's Open Guangzhou                | Intern'l  | 220 000 $     | Dur (ext.)   | Tamarine Tanasugarn | Jarmila Gajdošová Monica Niculescu    | 2-6, 6-2, [10-8]  | Parcours |
| 4  | 27-01-2014 | PTT Pattaya Open Pattaya                    | Intern'l  | 250 000 $     | Dur (ext.)   | Peng Shuai          | Alla Kudryavtseva Anastasia Rodionova | 3-6, 7-65, [10-6] | Parcours |
| 5  | 23-04-2018 | Istanbul Cup Istanbul                       | Intern'l  | 250 000 $     | Terre (ext.) | Liang Chen          | Xenia Knoll Anna Smith                | 6-4, 6-4          | Parcours |
| 6  | 10-09-2018 | Japan Women's Open Hiroshima                | Intern'l  | 226 750 $     | Dur (ext.)   | Eri Hozumi          | Miyu Kato Makoto Ninomiya             | 6-2, 6-4          | Parcours |
| 7  | 08-10-2018 | Hong Kong Tennis Open Hong Kong             | Intern'l  | 226 750 $     | Dur (ext.)   | Samantha Stosur     | Shuko Aoyama Lidziya Marozava         | 6-4, 6-4          | Parcours |
| 8  | 16-01-2019 | Australian Open Melbourne                   | G. Chelem | 29 687 000 A$ | Dur (ext.)   | Samantha Stosur     | Tímea Babos Kristina Mladenovic       | 6-3, 6-4          | Parcours |
| 9  | 16-08-2021 | Western & Southern Open Cincinnati          | WTA 1000  | 2 114 989 $   | Dur (ext.)   | Samantha Stosur     | Gabriela Dabrowski Luisa Stefani      | 7-5, 6-3          | Parcours |
| 10 | 30-08-2021 | US Open New York                            | G. Chelem | 57 462 000 $  | Dur (ext.)   | Samantha Stosur     | Coco Gauff Catherine McNally          | 6-3, 3-6, 6-3     | Parcours |
| 11 | 20-09-2021 | Ostrava Open Ostrava                        | WTA 500   | 565 530 $     | Dur (int.)   | Sania Mirza         | Kaitlyn Christian Erin Routliffe      | 6-3, 6-2          | Parcours |
| 12 | 06-06-2022 | Rothesay Open Nottingham Nottingham         | WTA 250   | 239 477 $     | Gazon (ext.) | Beatriz Haddad Maia | Caroline Dolehide Monica Niculescu    | 7-62, 6-3         | Parcours |
| 13 | 06-02-2023 | Mubadala Abu Dhabi Open Abou Dabi           | WTA 500   | 780 637 $     | Dur (ext.)   | Luisa Stefani       | Shuko Aoyama Chan Hao-ching           | 3-6, 6-2, [10-8]  | Parcours |
| 14 | 21-10-2024 | Guangzhou Open presented by AVATR Guangzhou | WTA 250   | 267 082 $     | Dur (ext.)   | Kateřina Siniaková  | Katarzyna Piter Fanny Stollár         | 6-4, 6-1          | Parcours |
| 15 | 21-07-2025 | Mudabala Citi DC Open Washington            | WTA 500   | 1 282 951 $   | Dur (ext.)   | Taylor Townsend     | Caroline Dolehide Sofia Kenin         | 6-1, 6-1          | Parcours |

### Finales en double dames
| No | Date       | Nom et lieu du tournoi                      | Catégorie    | Dotation     | Surface      | Vainqueures                             | Partenaire            | Score               |          |
| -- | ---------- | ------------------------------------------- | ------------ | ------------ | ------------ | --------------------------------------- | --------------------- | ------------------- | -------- |
| 1  | 20-02-2012 | Whirlpool Monterrey Open Monterrey          | Intern'l     | 220 000 $    | Dur (ext.)   | Sara Errani Roberta Vinci               | Kimiko Date-Krumm     | 6-2, 7-66           | Parcours |
| 2  | 25-02-2013 | BMW Malaysian Open Kuala Lumpur             | Intern'l     | 235 000 $    | Dur (ext.)   | Shuko Aoyama Chang Kai-chen             | Janette Husárová      | 6-74, 7-64, [14-12] | Parcours |
| 3  | 07-10-2013 | Japan Women's Open Osaka                    | Intern'l     | 235 000 $    | Dur (ext.)   | Kristina Mladenovic Flavia Pennetta     | Samantha Stosur       | 6-4, 6-3            | Parcours |
| 4  | 05-01-2014 | Hobart International Hobart                 | Intern'l     | 250 000 $    | Dur (ext.)   | Monica Niculescu Klára Zakopalová       | Lisa Raymond          | 6-2, 6-75, [10-8]   | Parcours |
| 5  | 19-06-2017 | Aegon Classic Birmingham Birmingham         | Premier      | 885 040 $    | Gazon (ext.) | Ashleigh Barty Casey Dellacqua          | Chan Hao-ching        | 6-1, 2-6, [10-8]    | Parcours |
| 6  | 31-10-2017 | WTA Elite Trophy Zhuhai                     | Elite Trophy | 2 280 935 $  | Dur (int.)   | Duan Ying-Ying Han Xinyun               | Lu Jing-Jing          | 6-2, 6-1            | Parcours |
| 7  | 19-03-2019 | Miami Open Miami                            | PREMIER*     | 8 359 455 $  | Dur (ext.)   | Elise Mertens Aryna Sabalenka           | Samantha Stosur       | 7-65, 6-2           | Parcours |
| 8  | 09-09-2019 | Jiangxi Open Nanchang                       | Intern'l     | 226 750 $    | Dur (ext.)   | Wang Xinyu Zhu Lin                      | Peng Shuai            | 6-2, 7-65           | Parcours |
| 9  | 13-01-2020 | Hobart International Hobart                 | Intern'l     | 251 750 $    | Dur (ext.)   | Nadiia Kichenok Sania Mirza             | Peng Shuai            | 6-4, 6-4            | Parcours |
| 10 | 25-10-2021 | Courmayeur Open Courmayeur                  | WTA 250      | 235 238 $    | Dur (int.)   | Wang Xinyu Zheng Saisai                 | Eri Hozumi            | 6-4, 3-6, [10-5]    | Parcours |
| 11 | 18-04-2022 | Porsche Tennis Grand Prix Stuttgart         | WTA 500      | 757 900 $    | Terre (int.) | Desirae Krawczyk Demi Schuurs           | Coco Gauff            | 6-3, 6-4            | Parcours |
| 12 | 13-06-2022 | Rothesay Classic Birmingham Birmingham      | WTA 250      | 251 750 $    | Gazon (ext.) | Lyudmyla Kichenok Jeļena Ostapenko      | Elise Mertens         | forfait             | Parcours |
| 13 | 27-06-2022 | The Championships Wimbledon                 | G. Chelem    | 38 900 000 £ | Gazon (ext.) | Barbora Krejčíková Kateřina Siniaková   | Elise Mertens         | 6-2, 6-4            | Parcours |
| 14 | 17-06-2024 | Rothesay Classic Birmingham Birmingham      | WTA 250      | 267 082 $    | Gazon (ext.) | Hsieh Su-wei Elise Mertens              | Miyu Kato             | 6-1, 6-3            | Parcours |
| 15 | 28-08-2024 | US Open Flushing Meadows                    | G. Chelem    | NC           | Dur (ext.)   | Lyudmyla Kichenok Jeļena Ostapenko      | Kristina Mladenovic   | 6-4, 6-3            | Parcours |
| 16 | 16-09-2024 | Hana Bank Korea Open Séoul                  | WTA 500      | 922 573 $    | Dur (ext.)   | N. Melichar-Martinez Ludmilla Samsonova | Miyu Kato             | 6-1, 6-0            | Parcours |
| 17 | 03-02-2025 | Mubadala Abu Dhabi Open Abou Dabi           | WTA 500      | 1 064 510 $  | Dur (ext.)   | Jeļena Ostapenko Ellen Perez            | Kristina Mladenovic   | 6-2, 6-1            | Parcours |
| 18 | 24-02-2025 | ATX Open Austin                             | WTA 250      | 275 094 $    | Dur (ext.)   | Anna Blinkova Yuan Yue                  | McCartney Kessler     | 3-6, 6-1, [10-4]    | Parcours |
| 19 | 14-04-2025 | Porsche Tennis Grand Prix Stuttgart         | WTA 500      | 1 064 510 $  | Terre (int.) | Gabriela Dabrowski Erin Routliffe       | Ekaterina Alexandrova | 6-3, 6-3            | Parcours |
| 20 | 27-07-2025 | Omnium Banque Nationale par Rogers Montréal | WTA 1000     | 5 152 599 $  | Dur (ext.)   | Coco Gauff McCartney Kessler            | Taylor Townsend       | 6-4, 1-6, [13-11]   | Parcours |

### Titres en simple en WTA 125
| No | Date       | Nom et lieu du tournoi      | Catégorie | Dotation  | Surface    | Finaliste     | Score         |          |
| -- | ---------- | --------------------------- | --------- | --------- | ---------- | ------------- | ------------- | -------- |
| 1  | 28-10-2013 | Nanjing Ladies Open, Nankin | WTA 125   | 125 000 $ | Dur (ext.) | Ayumi Morita  | 6-4, 0-0, ab. | Parcours |
| 2  | 20-11-2017 | Hawaii Open, Honolulu       | WTA 125   | 125 000 $ | Dur (ext.) | Jang Su-jeong | 0-6, 6-2, 6-3 | Parcours |

### Finales en simple en WTA 125
| No | Date       | Nom et lieu du tournoi            | Catégorie | Dotation  | Surface      | Vainqueure         | Score          |          |
| -- | ---------- | --------------------------------- | --------- | --------- | ------------ | ------------------ | -------------- | -------- |
| 1  | 22-09-2013 | Yinzhou Bank Women's Open, Ningbo | WTA 125   | 125 000 $ | Dur (ext.)   | Bojana Jovanovski  | 6-77, 6-4, 6-1 | Parcours |
| 2  | 21-11-2016 | Hawaii Open, Honolulu             | WTA 125   | 125 000 $ | Dur (ext.)   | Catherine Bellis   | 6-4, 6-2       | Parcours |
| 3  | 22-04-2019 | Kunming Open, Anning              | WTA 125   | 115 000 $ | Terre (ext.) | Zheng Saisai       | 6-4, 6-1       | Parcours |
| 4  | 06-12-2021 | Open Angers Arena Loire, Angers   | WTA 125   | 115 000 $ | Dur (int.)   | Vitalia Diatchenko | 6-0, 6-4       | Parcours |

### Titres en double en WTA 125
| No | Date       | Nom et lieu du tournoi             | Catégorie | Dotation  | Surface    | Partenaire    | Finalistes                              | Score    |          |
| -- | ---------- | ---------------------------------- | --------- | --------- | ---------- | ------------- | --------------------------------------- | -------- | -------- |
| 1  | 22-09-2013 | Women's Tennis Open Ningbo         | WTA 125   | 125 000 $ | Dur (ext.) | Chan Yung-jan | Irina Buryachok Oksana Kalashnikova     | 6-2, 6-1 | Parcours |
| 2  | 05-12-2022 | Open P2i Angers Arena Loire Angers | WTA 125   | 115 000 $ | Dur (int.) | Alycia Parks  | Miriam Kolodziejová Markéta Vondroušová | 6-2, 6-2 | Parcours |

### Finales en double en WTA 125
| No | Date       | Nom et lieu du tournoi          | Catégorie | Dotation  | Surface      | Vainqueures                           | Partenaire         | Score            |          |
| -- | ---------- | ------------------------------- | --------- | --------- | ------------ | ------------------------------------- | ------------------ | ---------------- | -------- |
| 1  | 28-10-2013 | Nanjing Ladies Open Nankin      | WTA 125   | 125 000 $ | Dur (ext.)   | Misaki Doi Xu Yifan                   | Yaroslava Shvedova | 6-1, 6-4         | Parcours |
| 2  | 08-07-2024 | Grand Est Open 88 Contrexéville | WTA 125   | 115 000 $ | Terre (ext.) | Oksana Kalashnikova Iryna Shymanovich | Wu Fang-hsien      | 5-7, 6-3, [10-7] | Parcours |

## Parcours en Grand Chelem

### En simple dames
| Année | Open d'Australie | Open d'Australie    | Internationaux de France | Internationaux de France | Wimbledon       | Wimbledon             | US Open         | US Open             |
| ----- | ---------------- | ------------------- | ------------------------ | ------------------------ | --------------- | --------------------- | --------------- | ------------------- |
| 2007  | Q1               | María José Argeri   | —                        | —                        | —               | —                     | Q2              | Julia Görges        |
| 2008  | Q3               | Tamarine Tanasugarn | Q2                       | Tetiana Luzhanska        | —               | —                     | 1er tour (1/64) | Svetlana Kuznetsova |
| 2009  | —                | —                   | —                        | —                        | —               | —                     | Q2              | Yvonne Meusburger   |
| 2010  | Q1               | Julia Schruff       | 1er tour (1/64)          | Nadia Petrova            | Q2              | Séverine Beltrame     | Q2              | Mirjana Lučić       |
| 2011  | 1er tour (1/64)  | Lucie Šafářová      | 1er tour (1/64)          | Daniela Hantuchová       | 1er tour (1/64) | Svetlana Kuznetsova   | 1er tour (1/64) | Dominika Cibulková  |
| 2012  | 1er tour (1/64)  | Aleksandra Wozniak  | 1er tour (1/64)          | Angelique Kerber         | Q2              | Petra Rampre          | Q3              | Johanna Konta       |
| 2013  | —                | —                   | —                        | —                        | —               | —                     | Q2              | Coco Vandeweghe     |
| 2014  | 1er tour (1/64)  | Mona Barthel        | 1er tour (1/64)          | Agnieszka Radwańska      | 1er tour (1/64) | C. Suárez Navarro     | 1er tour (1/64) | Mona Barthel        |
| 2015  | 1er tour (1/64)  | Alizé Cornet        | 1er tour (1/64)          | Karolína Plíšková        | Q3              | Aliaksandra Sasnovich | Q2              | Petra Martić        |
| 2016  | 1/4 de finale    | Johanna Konta       | 2e tour (1/32)           | Samantha Stosur          | 1er tour (1/64) | C. Suárez Navarro     | 3e tour (1/16)  | Yaroslava Shvedova  |
| 2017  | 2e tour (1/32)   | Alison Riske        | 3e tour (1/16)           | Svetlana Kuznetsova      | 1er tour (1/64) | Viktorija Golubic     | 3e tour (1/16)  | Karolína Plíšková   |
| 2018  | 2e tour (1/32)   | Denisa Allertová    | 2e tour (1/32)           | Irina-Camelia Begu       | 1er tour (1/64) | Andrea Petkovic       | 1er tour (1/64) | Garbiñe Muguruza    |
| 2019  | 3e tour (1/16)   | Elina Svitolina     | 2e tour (1/32)           | Kaia Kanepi              | 1/4 de finale   | Simona Halep          | 3e tour (1/16)  | Johanna Konta       |
| 2020  | 3e tour (1/16)   | Sofia Kenin         | 1/8 de finale            | Petra Kvitová            | Annulé          | Annulé                | 1er tour (1/64) | Ysaline Bonaventure |
| 2021  | 1er tour (1/64)  | Ann Li              | 1er tour (1/64)          | Varvara Lepchenko        | 1er tour (1/64) | Karolína Muchová      | 2e tour (1/32)  | Emma Raducanu       |
| 2022  | 3e tour (1/16)   | Elise Mertens       | 1er tour (1/64)          | Camila Giorgi            | 3e tour (1/16)  | Caroline Garcia       | 1/8 de finale   | Coco Gauff          |
| 2023  | 1/8 de finale    | Karolína Plíšková   | 1er tour (1/64)          | Magdalena Fręch          | 1er tour (1/64) | Donna Vekić           | —               | —                   |
| 2024  | —                | —                   | —                        | —                        | 1er tour (1/64) | Daria Kasatkina       | 1er tour (1/64) | Ashlyn Krueger      |
| 2025  | 2e tour (1/32)   | Yulia Putintseva    | Q2                       | Simona Waltert           | 1er tour (1/64) | Olga Danilović        |                 |                     |

N.B. : à droite du résultat se trouve le nom de l'ultime adversaire.

### En double dames
N.B. : le nom de la partenaire se trouve sous le résultat ; les noms des ultimes adversaires se trouvent à droite.

### En double mixte
| Année | Open d'Australie                                                                | Open d'Australie                                                                   | Internationaux de France                                                          | Internationaux de France                                                            | Wimbledon                                                                            | Wimbledon | US Open | US Open |
| ----- | ------------------------------------------------------------------------------- | ---------------------------------------------------------------------------------- | --------------------------------------------------------------------------------- | ----------------------------------------------------------------------------------- | ------------------------------------------------------------------------------------ | --------- | ------- | ------- |
| 2012  | —                                                                               | —                                                                                  | —                                                                                 | —                                                                                   | 1er tour (1/32) S. González \|\| style="text-align:left;" \| G. Voskoboeva M. Elgin  | —         | —       |         |
| 2013  | —                                                                               | —                                                                                  | 2e tour (1/8) J. Knowle \|\| style="text-align:left;" \| K. Mladenovic D. Nestor  | 1er tour (1/32) J. Knowle \|\| style="text-align:left;" \| A. Barty J. Peers        | —                                                                                    | —         |         |         |
| 2014  | —                                                                               | —                                                                                  | —                                                                                 | —                                                                                   | 2e tour (1/16) N. Monroe \|\| style="text-align:left;" \| M. Hingis B. Soares        | —         | —       |         |
|       |                                                                                 |                                                                                    |                                                                                   |                                                                                     |                                                                                      |           |         |         |
| 2016  | —                                                                               | —                                                                                  | —                                                                                 | —                                                                                   | 2e tour (1/16) J. Knowle \|\| style="text-align:left;" \| Y. Shvedova A.U.H. Qureshi | —         | —       |         |
|       |                                                                                 |                                                                                    |                                                                                   |                                                                                     |                                                                                      |           |         |         |
| 2018  | —                                                                               | —                                                                                  | 2e tour (1/8) J. Peers \|\| style="text-align:left;" \| N. Melichar A. Peya       | 2e tour (1/16) J. Peers \|\| style="text-align:left;" \| E. Makarova B. Soares      | 1/2 finale J. Peers \|\| style="text-align:left;" \| A. Rosolska N. Mektić           |           |         |         |
| 2019  | 1er tour (1/16) J. Peers \|\| style="text-align:left;" \| T. Babos M. Fucsovics | 1/4 de finale J. Peers \|\| style="text-align:left;" \| G. Dabrowski M. Pavić      | 3e tour (1/8) J. Peers \|\| style="text-align:left;" \| J. Ostapenko R. Lindstedt | 1er tour (1/16) J. Peers \|\| style="text-align:left;" \| B. Mattek-Sands J. Murray |                                                                                      |           |         |         |
|       |                                                                                 |                                                                                    |                                                                                   |                                                                                     |                                                                                      |           |         |         |
| 2021  | —                                                                               | —                                                                                  | —                                                                                 | —                                                                                   | 1/2 finale J. Peers \|\| style="text-align:left;" \| D. Krawczyk N. Skupski          | —         | —       |         |
| 2022  | 1/2 finale J. Peers \|\| style="text-align:left;" \| K. Mladenovic I. Dodig     | 1er tour (1/16) N. Mahut \|\| style="text-align:left;" \| B. Haddad Maia B. Soares | 2e tour (1/8) N. Mahut \|\| style="text-align:left;" \| C. Gauff J. Sock          | 1/2 finale M. Pavić \|\| style="text-align:left;" \| K. Flipkens E. Roger-Vasselin  |                                                                                      |           |         |         |
| 2023  | 1er tour (1/16) R. Haase \|\| style="text-align:left;" \| A. Parnaby A. Harris  | 2e tour (1/8) I. Dodig \|\| style="text-align:left;" \| L. Stefani R. Matos        | —                                                                                 | —                                                                                   | —                                                                                    | —         |         |         |
| 2024  | —                                                                               | —                                                                                  | 1/4 de finale M. Arévalo \|\| style="text-align:left;" \| D. Krawczyk N. Skupski  | 1er tour (1/16) M. Arévalo \|\| style="text-align:left;" \| K. Volynets R. Ram      | 1er tour (1/16) M. Arévalo \|\| style="text-align:left;" \| C. Bucșa J. Vliegen      |           |         |         |
| 2025  | 1/4 de finale R. Bopanna \|\| style="text-align:left;" \| O. Gadecki J. Peers   | 1/2 finale M. Arévalo \|\| style="text-align:left;" \| S. Errani A. Vavassori      | 1/2 finale M. Arévalo \|\| style="text-align:left;" \| L. Stefani J. Salisbury    | —                                                                                   | —                                                                                    |           |         |         |

N.B. : le nom du partenaire se trouve sous le résultat ; les noms des ultimes adversaires se trouvent à droite.

## Parcours en «Premier» et WTA 1000
Les tournois WTA « Premier Mandatory » et « Premier 5 » (entre 2009 et 2020) et WTA 1000 (à partir de 2021) constituent les catégories d'épreuves les plus prestigieuses, après les quatre levées du Grand Chelem.

### En simple dames
| Année |       |                              |                              |                               |                               |                              |                                   |                               |                               |                              |  |                               |
| Doha  | Dubaï | Indian Wells                 | Miami                        | Madrid                        | Rome                          | Canada                       | Cincinnati                        | Pékin                         |                               | Tokyo                        |  |                               |
| Doha  | Dubaï | Indian Wells                 | Miami                        | Madrid                        | Rome                          | Canada                       | Cincinnati                        | Pékin                         | Wuhan                         |                              |  |                               |
| Doha  | Dubaï | Indian Wells                 | Miami                        | Madrid                        | Rome                          | Canada                       | Cincinnati                        | Pékin                         | Guadalajara                   |                              |  |                               |
| 2009  |       | Hors calendrier              |                              |                               |                               |                              |                                   |                               |                               | 3e tour (1/8) M. Bartoli     |  |                               |
| 2010  |       | Hors calendrier              |                              |                               |                               |                              |                                   |                               |                               | 1er tour (1/32) M. Kirilenko |  |                               |
| 2011  |       | WTA 500                      | 2e tour (1/16) F. Schiavone  | 2e tour (1/32) A. Rezaï       | 1er tour (1/64) A. Szávay     |                              |                                   | 1er tour (1/32) A. Ivanović   | 1er tour (1/32) M. Kirilenko  | 1er tour (1/32) D. Cibulková |  | 1er tour (1/32) V. King       |
| 2012  |       |                              | WTA 500                      | 1er tour (1/64) S. Halep      | 2e tour (1/32) S. Williams    |                              |                                   |                               |                               | 2e tour (1/16) A. Radwańska  |  |                               |
| 2013  |       |                              | WTA 500                      |                               |                               |                              |                                   |                               |                               | 2e tour (1/16) R. Vinci      |  |                               |
| 2014  |       | 2e tour (1/16) P. Cetkovská  | WTA 500                      | 1er tour (1/64) K. Mladenovic | 1er tour (1/64) L. Davis      | 1er tour (1/32) I.C. Begu    | 1/4 de finale S. Williams         | 1er tour (1/32) C. Vandeweghe | 2e tour (1/16) C. Wozniacki   | 1er tour (1/32) C. Garcia    |  |                               |
| 2015  |       | WTA 500                      |                              |                               | 1er tour (1/64) A. Beck       |                              |                                   |                               |                               | 1er tour (1/32) M. Barthel   |  |                               |
| 2016  |       |                              | WTA 500                      | 3e tour (1/16) V. Azarenka    | 2e tour (1/32) E. Svitolina   |                              |                                   | 1er tour (1/32) C. McHale     | 1er tour (1/32) L. Tsurenko   | 1/4 de finale J. Konta       |  | 2e tour (1/16) J. Konta       |
| 2017  |       | WTA 500                      | 1er tour (1/32) A. Konjuh    | 2e tour (1/32) N. Osaka       | 3e tour (1/16) G. Muguruza    | 1er tour (1/32) A. Sevastova | 1er tour (1/32) K. Siniaková      |                               |                               | 2e tour (1/16) A. Radwańska  |  | 2e tour (1/16) Ka. Plíšková   |
| 2018  |       | 1er tour (1/32) E. Makarova  | WTA 500                      | 3e tour (1/16) Ka. Plíšková   | 2e tour (1/32) B. Haddad Maia | 2e tour (1/16) K. Mladenovic | 2e tour (1/16) J. Ostapenko       | 2e tour (1/16) E. Mertens     |                               | 1/4 de finale N. Osaka       |  | 3e tour (1/8) A. Kontaveit    |
| 2019  |       | WTA 500                      | 2e tour (1/16) C. Suárez     | 2e tour (1/32) J. Ostapenko   | 1er tour (1/64) P. Martić     | 1er tour (1/32) K. Kozlova   | 1er tour (1/32) V. Azarenka       | 2e tour (1/16) E. Alexandrova |                               | 1er tour (1/32) A. Kerber    |  | 1er tour (1/32) S. Stephens   |
| 2020  |       | 1er tour (1/32) C. Suárez    | WTA 500                      | Annulé                        | Annulé                        | Annulé                       | 1er tour (1/32) A. Pavlyuchenkova | Annulé                        | 1er tour (1/32) Y. Putintseva | Annulé                       |  | Annulé                        |
|       |       | WTA 1000                     |                              |                               |                               |                              |                                   |                               |                               |                              |  |                               |
| 2021  |       | WTA 500                      |                              | 1er tour (1/64) M. Kostyuk    | 1er tour (1/64) A. Petkovic   | 1er tour (1/32) E. Mertens   | 1er tour (1/32) J. Brady          | 1er tour (1/32) J. Konta      | 1er tour (1/32) Y. Putintseva | Annulé                       |  | Annulé                        |
| 2022  |       | 1er tour (1/32) A. Sasnovich | WTA 500                      | 1er tour (1/64) D. Saville    | 3e tour (1/16) C. Gauff       | 1er tour (1/32) S. Halep     | 2e tour (1/16) A. Sabalenka       | 2e tour (1/16) S. Halep       | 1/4 de finale A. Sabalenka    | Hors calendrier              |  |                               |
| 2023  |       | WTA 500                      | 1er tour (1/32) Zheng Q.     | 2e tour (1/32) R. Peterson    | Forfait                       |                              |                                   | 1er tour (1/32) A. Blinkova   |                               |                              |  |                               |
| 2024  |       |                              | 1er tour (1/32) Ka. Plíšková | 1er tour (1/64) M. Hontama    | 1er tour (1/64) D. Saville    | 1er tour (1/64) S. Rogers    |                                   |                               | 1er tour (1/32) D. Shnaider   | 1/4 de finale P. Badosa      |  | 1er tour (1/32) Y. Putintseva |

Sous le résultat, l’ultime adversaire.
1. 1 2   Les tournois de Doha et Dubaï alternent le statut de tournoi WTA 1000 (ex Premier 5) entre 2009 et 2023 : les trois premières éditions ont lieu à Dubaï, les trois suivantes à Doha, puis Dubaï accueille le tournoi de cette catégorie les années impaires et Dubaï les années paires. De 2011 à 2023, la ville qui n’accueille pas de WTA 1000 organise à la place un tournoi WTA 500 (ex Premier).
2. 1 2 3 4 5 6 7 8   L’ordre de déroulement des tournois a évolué depuis 2009 : Rome se dispute avant Madrid et Cincinnati avant Montréal/Toronto jusqu’en 2010, tandis que Tokyo (2009-2013)-Wuhan (2014-2019, 2024-)-Guadalajara (2022-2023) ont lieu avant Pékin jusqu’en 2023.
3. 1 2 3 4 5 6 7 8  Du fait de la pandémie de Covid-19, les tournois d’Indian Wells, de Miami, de Madrid, du Canada, de Wuhan et de Pékin sont annulés en 2020. Ces deux derniers le sont également en 2021. Pour des raisons d’organisation, le tournoi de Cincinnati 2020 a exceptionnellement lieu à Flushing Meadows à New York.
4. ↑  Le 1er décembre 2021, le président de la WTA, Steve Simon, annonce que tous les tournois prévus en Chine et à Hong Kong sont suspendus à partir de 2022, en raison de préoccupations concernant la sécurité et le bien-être de la joueuse de tennis chinoise Peng Shuai après ses allégations de relations sexuelles non-consenties avec Zhang Gaoli, membre de haut rang du Parti communiste chinois. Le tournoi de Pékin revient en 2023. Le tournoi de Guadalajara remplace celui de Wuhan pendant deux ans, ce dernier réapparaissant en 2024.

Nota: à partir de 2024, le nombre de tournois de cette catégorie passe à 10 par saison et l'alternance entre Dubaï et Doha est supprimée. Le codage Wiki actuel ne permet l'affichage que du résultat de Dubaï si la joueuse a également joué Doha.

## Parcours aux Masters

### En double dames
| # | Date       | Nom de l'édition       | ($)        | Surface    | Résultat    | Partenaire      | Ultimes adversaires             | Score            |          |
| - | ---------- | ---------------------- | ---------- | ---------- | ----------- | --------------- | ------------------------------- | ---------------- | -------- |
| 1 | 27/11/2019 | WTA Finals Shenzhen    | 14 000 000 | Dur (int.) | 1/2 finale  | Samantha Stosur | Tímea Babos Kristina Mladenovic | 1-6, 6-4, [10-8] | Parcours |
| 2 | 10/11/2021 | WTA Finals Guadalajara | 5 000 000  | Dur (int.) | Round Robin | Samantha Stosur |                                 |                  | Parcours |

## Parcours aux Jeux olympiques

### En simple dames
| # | Date       | Nom de l'olympiade                  | Surface    | Résultat       | Ultime adversaire | Score    |          |
| - | ---------- | ----------------------------------- | ---------- | -------------- | ----------------- | -------- | -------- |
| 1 | 06/08/2016 | Olympic Tennis Event Rio de Janeiro | Dur (ext.) | 2e tour (1/16) | Laura Siegemund   | 6-2, 6-4 | Parcours |

### En double dames
| # | Date       | Nom de l'olympiade                  | Surface             | Résultat        | Partenaire | Ultimes adversaires               | Score    |          |
| - | ---------- | ----------------------------------- | ------------------- | --------------- | ---------- | --------------------------------- | -------- | -------- |
| 1 | 28/07/2012 | Olympic Tennis Event Londres        | Gazon (ext.)        | 2e tour (1/8)   | Li Na      | Andrea Hlaváčková Lucie Hradecká  | 6-3, 6-1 | Parcours |
| 2 | 06/08/2016 | Olympic Tennis Event Rio de Janeiro | Dur (ext.)          | 2e tour (1/8)   | Peng Shuai | Andrea Hlaváčková Lucie Hradecká  | 6-4, 6-4 | Parcours |
| 3 | 27/07/2024 | Olympic Tennis Event Paris          | Terre battue (ext.) | 1er tour (1/16) | Yuan Yue   | Beatriz Haddad Maia Luisa Stefani | 6-4, 6-4 | Parcours |

## Parcours en Fed Cup
| #                                                               | Date       | Lieu                | Surface      | Gagnante(s)              | Perdante(s)                        | Score         |          |
| --------------------------------------------------------------- | ---------- | ------------------- | ------------ | ------------------------ | ---------------------------------- | ------------- | -------- |
|                                                                 |            |                     |              |                          |                                    |               |          |
| 2007 - 1/4 de finale (groupe mondial) - Italie - Chine - 5 : 0  |            |                     |              |                          |                                    |               |          |
| 1                                                               | 21/04/2007 | Castellaneta Marina | Terre (ext.) | Tathiana Garbin          | Zhang Shuai                        | 3-6, 6-2, 6-4 | Parcours |
|                                                                 |            |                     |              |                          |                                    |               |          |
| 2009 - 1/4 de finale (groupe mondial) - Russie - Chine - 5 : 0  |            |                     |              |                          |                                    |               |          |
| 2                                                               | 07/02/2009 | Moscou              | Dur (int.)   | Elena Dementieva         | Zhang Shuai                        | 6-3, 6-0      | Parcours |
|                                                                 |            |                     |              |                          |                                    |               |          |
| 2010 - 1er tour (groupe mondial II) - Slovaquie - Chine - 3 : 2 |            |                     |              |                          |                                    |               |          |
| 3                                                               | 06/02/2010 | Bratislava          | Dur (int.)   | Daniela Hantuchová       | Zhang Shuai                        | 6-0, 6-1      | Parcours |
| 3                                                               | 06/02/2010 | Bratislava          | Dur (int.)   | Dominika Cibulková       | Zhang Shuai                        | 6-4, 6-1      | Parcours |
| 3                                                               | 06/02/2010 | Bratislava          | Dur (int.)   | Lu Jing-Jing Zhang Shuai | Dominika Cibulková Kristína Kučová | 2-3, ab.      | Parcours |
|                                                                 |            |                     |              |                          |                                    |               |          |
| 2010 - Barrage (groupe mondial II) - Suède - Chine - 3 : 2      |            |                     |              |                          |                                    |               |          |
| 4                                                               | 25/04/2010 | Helsingborg         | Dur (int.)   | Sofia Arvidsson          | Zhang Shuai                        | 6-4, 6-3      | Parcours |
| 4                                                               | 25/04/2010 | Helsingborg         | Dur (int.)   | Johanna Larsson          | Zhang Shuai                        | 2-6, 6-2, 6-3 | Parcours |

## Classements WTA en fin de saison
| Année          | 2004 | 2005 | 2006 | 2007 | 2008 | 2009 | 2010 | 2011 | 2012 | 2013 | 2014 | 2015 | 2016 | 2017 | 2018 | 2019 | 2020 | 2021 | 2022 | 2023 | 2024 |
| Rang en simple | 901  | 648  | 200  | 155  | 212  | 153  | 91   | 126  | 122  | 51   | 62   | 186  | 23   | 36   | 35   | 46   | 35   | 63   | 24   | 208  | 219  |
| Rang en double | –    | 555  | 257  | 246  | 140  | 270  | 158  | 49   | 34   | 57   | 63   | 447  | 234  | 64   | 33   | 10   | 27   | 8    | 25   | 34   | 27   |

Source : (en) Classements de Zhang Shuai sur le site officiel de la Fédération internationale de tennis

## Records et statistiques

### Confrontations avec ses principales adversaires
Confrontations lors des différents tournois WTA avec ses principales adversaires (5 confrontations minimum et avoir été membre du top 10). Classement par pourcentage de victoires. Situation au 5 mai 2018 :
| Joueuse             | Meilleur classement | Confrontations | Victoires | Défaites | Pourcentage de victoires | Dernière confrontation                             |
| ------------------- | ------------------- | -------------- | --------- | -------- | ------------------------ | -------------------------------------------------- |
| Karolína Plíšková   | 1                   | 6              | 0         | 6        | 0                        | défaite (5-7, 7-5, 3-6) à Indian Wells 2018        |
| Dominika Cibulková  | 4                   | 5              | 0         | 5        | 0                        | défaite (6-2, 4-6, 4-6) à Brisbane 2017            |
| Svetlana Kuznetsova | 2                   | 6              | 1         | 5        | 16,7                     | défaite (65-7, 6-4, 5-7) à Roland-Garros 2017      |
| Johanna Konta       | 6                   | 5              | 1         | 4        | 20                       | défaite (4-6, 0-6) à Pékin 2016                    |
| Kristina Mladenovic | 10                  | 5              | 1         | 4        | 20                       | défaite (4-6, 6-4, 3-6) à Madrid 2018              |
| Petra Kvitová       | 2                   | 5              | 2         | 3        | 40                       | défaite (66-7, 0-6) à Prague 2018                  |
| Naomi Osaka         | 1                   | 6              | 3         | 3        | 50                       | victoire (6-4 7-5) à Cincinnati 2022               |
| Caroline Garcia     | 4                   | 5              | 3         | 2        | 60                       | victoire (4-6 7-6 7-6) à Tokyo 2022                |
| Madison Keys        | 7                   | 5              | 3         | 2        | 60                       | victoire (3-6, 6-3, 6-3) à l'Open d'Australie 2016 |

### Victoires sur le top 10
Toutes ses victoires sur des joueuses classées dans le top 10 de la WTA lors de la rencontre.
| Légende            |
| Grand Chelem       |
| WTA 1000           |
| Premier / WTA 500  |
| Intern'l / WTA 250 |
| Fed Cup            |

| # | Rang   |  | Tournoi          | Année | Surface      |  | Adversaire       | Rang  | Tour | Score           | Tableau |
| - | ------ |  | ---------------- | ----- | ------------ |  | ---------------- | ----- | ---- | --------------- | ------- |
| 1 | no 226 |  | Pékin            | 2009  | Dur          |  | Dinara Safina    | no 1  | 1/16 | 7-5, 7-67       | Tableau |
| 2 | no 43  |  | Rome             | 2014  | Terre battue |  | Petra Kvitová    | no 6  | 1/16 | 7-66, 5-7, 6-3  | Tableau |
| 3 | no 133 |  | Open d'Australie | 2016  | Dur          |  | Simona Halep     | no 2  | 1/64 | 6-4, 6-3        | Tableau |
| 4 | no 36  |  | Pékin            | 2016  | Dur          |  | Simona Halep     | no 5  | 1/8  | 6-0, 6-3        | Tableau |
| 5 | no 31  |  | Doha             | 2017  | Dur          |  | Garbiñe Muguruza | no 7  | 1/8  | 7-63, 3-6, 7-5  | Tableau |
| 6 | no 45  |  | Pékin            | 2018  | Dur          |  | Angelique Kerber | no 3  | 1/8  | 6-1, 2-6, 6-0   | Tableau |
| 7 | no 44  |  | Cincinnati       | 2022  | Dur          |  | Anett Kontaveit  | no 2  | 1/8  | 2-6, 6-4, 6-4   | Tableau |
| 8 | no 28  |  | Tokyo            | 2022  | Dur          |  | Caroline Garcia  | no 10 | 1/8  | 4-6, 7-65, 7-65 | Tableau |
| 9 | no 595 |  | Pékin            | 2024  | Dur          |  | Emma Navarro     | no 8  | 1/32 | 6-4, 6-2        | Tableau |